# Centro Nacional de Processamento de Alto Desempenho em São Paulo
O Centro Nacional de Processamento de Alto Desempenho em São Paulo (CENAPAD-SP) é um dos nove Centros Nacionais de Processamento de Alto Desempenho que compõem o programa SINAPAD, implementado no Brasil pelo MCT através da FINEP. Foi criado em março de 1994, sendo hoje um Centro ligado à Pró-Reitoria de Pesquisa da UNICAMP.
O CENAPAD-SP é procurado por instituições de ensino e pesquisa de todo o país, apoiando o desenvolvimento científico e tecnológico em diversas áreas de conhecimento. Entre elas, é possível mencionar astronomia, física, engenharia, biologia e bioquímica, neurociência, computação, energia, farmácia, estatística e química. 
Além da infraestrutura computacional, o CENAPAD-SP oferece treinamentos nas ferramentas para desenvolvimento de aplicações de computação de alto desempenho, e dispõe de uma equipe técnica altamente qualificada para prover assistência aos usuários.